# عباس گنجوی
عباس گنجوی (زاده ۱۷ بهمن ۱۳۲۰ در تهران) تدوین‌گر اهل ایران است.

## تدوین
- خاک آشنا (۱۳۸۶)
- حس پنهان (۱۳۸۵)
- یک بوس کوچولو (۱۳۸۳)
- جایی برای زندگی (۱۳۸۳)
- شاه خاموش (۱۳۸۲)
- این زن حرف نمی‌زند (۱۳۸۱)
- ستاره‌های سربی (۱۳۸۱)
- خانه‌ای روی آب (۱۳۸۰)
- کاغذ بی خط (۱۳۸۰)
- ترکش‌های صلح (۱۳۷۹)
- بوی کافور، عطر یاس (۱۳۷۸)
- شهر زنان (۱۳۷۷)
- قصه‌های کیش (اپیزود اول، کشتی یونانی) (۱۳۷۷)
- حماسه قهرمانان (۱۳۷۶)
- زندگی (۱۳۷۶)
- شبیخون (۱۳۷۶)
- سرزمین خورشید (۱۳۷۵)
- طوفان (۱۳۷۵)
- چهره (۱۳۷۴)
- روسری آبی (۱۳۷۳)
- سمفونی تهران (۱۳۷۳)
- کیمیا (۱۳۷۳)
- جنگ نفتکش‌ها (۱۳۷۲)
- آذرخش (۱۳۷۱)
- سفر (۱۳۷۱)
- قربانی (۱۳۷۱)
- دو فیلم با یک بلیت (۱۳۶۹)
- راز خنجر (۱۳۶۹)
- عروس حلبچه (۱۳۶۹)
- ای ایران (۱۳۶۸)
- جستجوگر (۱۳۶۸)
- ریحانه (۱۳۶۸)
- کشتی آنجلیکا (۱۳۶۷)
- تحفه‌ها (۱۳۶۶)
- جعفرخان از فرنگ برگشته (۱۳۶۶)
- وکیل اول (۱۳۶۵)
- مردی که موش شد (۱۳۶۴)
- تاتوره (۱۳۶۳)
- گل‌های داوودی (۱۳۶۳)
- پاییزان (۱۳۶۰)
- خط قرمز (۱۳۶۰)
- ۱۹۳۶ (۱۳۵۹)
- سایه‌های بلند باد (۱۳۵۷)
- قصه خیابان دراز (۱۳۵۷)
- طوطی (۱۳۵۶)
- شطرنج باد (۱۳۵۵)
- غزل (۱۳۵۵)
- سازش (۱۳۵۳)
- شازده احتجاب (۱۳۵۳)
- گوزن‌ها (۱۳۵۳)
- خاک (۱۳۵۲)
- نفرین (۱۳۵۲)
- شیر تو شیر (۱۳۵۱)
- صادق کرده (۱۳۵۱)
- آرامش در حضور دیگران (۱۳۴۹)

## جشنواره‌ها
- در ۹ بهمن ۱۳۹۷ در مراسم افتتاحیه سی‌وهفتمین جشنواره فیلم فجر آئین بزرگداشت عباس گنجوی برگزار و از وی تقدیر شد.[۱]
- برنده تندیس زرین بهترین تدوین از دوازدهمین دوره جشن خانه سینما برای فیلم خاک آشنا - ۱۳۸۷
- برنده تندیس زرین بهترین تدوین از ششمین دوره جشن خانه سینما برای فیلم خانه‌ای روی آب - ۱۳۸۱
- برنده دیپلم افتخار و پلاک بلورین بهترین نمونه فیلم (آنونس) از ششمین دوره جشنواره فیلم دفاع مقدس برای فیلم کیمیا - ۱۳۷۵
- برنده لوح زرین بهترین تدوین از سومین دوره جشنواره فیلم فجر برای فیلم تاتوره - ۱۳۶۳
- برنده لوح زرین بهترین تدوین از سومین دوره جشنواره فیلم فجر برای فیلم گل‌های داوودی - ۱۳۶۳